# Зигфрид III фон Рункел
Зигфрид III фон Рункел-Вестербург (на немски: Siegfried III von Runkel; † ок. 1221) от Дом Рункел, е господар на Рункел и Вестербург през 1191 – ок. 1221 г.

## Биография
Той е най-възрастният син на Зигфрид II фон Рункел (fl 1181) и внук на Зигфрид I фон Рункел († 1159), първият известен господар на Рункел. Брат е на Херман († пр. 1181) и на Хайнрих (fl 1208). 
Зигфрид III се жени за жена от фамилията Лайнинген и получава чрез женитбата си Вестербург.
Той е дядо на Зигфрид фон Вестербург († 1297), архиепископ на Кьолн, и Райнхард фон Рункел († ок. 1313), вай-епископ на Кьолн, титулярен епископ на Ефесус.

## Деца
Зигфрид III има със съпругата си фон Лайнинген децата:
- Зигфрид IV фон Рункел († 1266), господар на Рункел и Вестербург
- Херман († пр. 1215)
- Дитрих I фон Рункел (fl 1226), господар в Рункел (1221 – ок. 1226)
- Ида фон Рункел-Вестербург, омъжена за граф Видекинд I фон Батенберг и Витгенщайн († ок. 1237)
- Бела
- София фон Рункел-Вестербург, омъжена за Бруно III фон Изенбург-Браунсберг († ок. 1278/1279)